# Ryska bonderesningarna 1905–1906
De ryska bonderesningarna 1905–1906 var en serie bondeuppror som ägde rum i landsbygden i västra Ryssland efter ryska revolutionen 1905 i oktober 1905 till vintern 1906.
I oktober ägde 1905 års revolution rum. På den ryska landsbygden hade sedan upphävandet av livegenskapen 1861 rått en gradvis växande frustration hos bönderna mot godsägarna och ett alltmer akut behov av en jordreform. Vid denna tid var spänningen explosiv och eldades av soldater som hade vänt hem efter att ha deltagit i det rysk-japanska kriget. När oktobermanifestet utfärdades, missuppfattades dess innehåll som en landreform där bönderna fick tillstånd att konfiskera och dela upp godsägarnas jord mellan sig. Detta utlöste en våg av folkliga uppror över den ryska landsbygden. 
Upproren började 17 oktober. De blev mest intensiva i områden där godsen var som störst och bönderna som fattigast, det vill säga västra centrala Ryssland. Bönderna plundrade och brände godsen och jagade bort dess ägare. De fortsatte sedan med att jaga bort konservativa präster och ämbetsmän, varefter de återvände till sina byar och vägrade att åtlyda myndigheterna. Omkring 3000 gods ska ha bränts ned under denna tid. Däremot attackerades inte godsägarnas personliga liv. Bönderna beskrevs under denna resning som ointresserad av godsägarna som individer: det var godsägarsystemet som sådant de villa krossa, och att bränna godset och jaga bort godsägaren tycks ha ansetts vara nog.  
Resningen pågick under hela 1906 och kunde inte slås ned förrän vintern 1906. Den resulterade i en medvetenhet om det akuta behovet av en jordreform, men samtidigt att den ryska godsägaradeln organiserade sig och att de lokala zemstvo ändrade profil från liberala till reaktionära och konservativa. Nästa bonderesning ägde rum efter ryska revolutionen 1917, då bönderna ännu en gång attackerade godsen, vilket ledde till att deras krav uppfylldes av landdekretet.  